# Stade brestois 29 (féminines)
Maillots
Actualités
La section féminine du Stade brestois 29 est un club féminin de football français fondé en 2012 et situé à Brest.

## Historique
La section féminine du Stade brestois 29 est créée en 2012 à l'initiative de Daniel Le Roux, président de l'association du club. Deux équipes séniors sont formées la première saison avec une quarantaine de joueuses. L'équipe première est entraînée par Delphine Guidou, aidée par Éric Leroy, ancien entraîneur du PSG féminin, en tant qu'entraîneur des gardiens notamment. L'objectif du club est alors l'accès en Division d'Honneur (DH) pour dans deux ans, soit deux montée successives.
Pour sa première année d'existence, l'équipe première débute, en bas de l'échelle, en District et survole le championnat. Elle remplit ainsi son premier objectif en assurant avant la dernière journée la montée Promotion d'Honneur (PH). Alors que le Stade brestois est battu par le FC Lorient au premier tour fédéral de Coupe de France 2013-2014, il domine son championnat de PH et remplit son objectif en accédant à la DH en deux ans.
À la rentrée 2014, le club se dote de catégories jeunes. L'équipe, dirigée par Philippe Bauchard, découvre la DH et obtient son maintien. La deuxième saison en DH, le club brestois finit premier et participe aux barrages d'accession en D2. Après un premier tour remporté face au FC Bourges 18, Brest fait face pour son second tour à l'AS Beauvais Oise. Au match aller, les Brestoises s'imposent 2–1 le 12 juin 2016 et le 19 juin, grâce à un match nul (0-0) au retour, les Brestoises accèdent à l'antichambre de l'élite féminine.
Promue en Division 2, l'équipe féminine du Stade brestois, entraînée par David Brusau, se renforce de sept nouvelles joueuses dont quatre internationales, la Camerounaise Jeannette Yango, la Turque İpek Kaya, l'Algérienne Lina Chabane et l'internationale française U17 Estelle Savina,. Dès sa première saison, elle joue les premiers rôles du championnat, et finit finalement à la septième place.
À l'été 2017, Christophe Forest, ancien joueur professionnel et entraîneur-adjoint de 2007 à 2012 de Brest, prend la tête de l'équipe première féminine. Il quitte le club en mai 2021 en raison de résultats sportifs jugés insuffisants.
L'ancien entraîneur d'Issy Yacine Guesmia a été nommé dans la foulée par Daniel Le Roux.

## Résultats sportifs

### Palmarès
Le tableau suivant liste le palmarès du club actualisé à l'issue de la saison 2019-2020 dans les différentes compétitions officielles au niveau national et régional.
| Compétitions nationales | Compétitions régionales |
| - Championnat de France de D2 - Meilleure performance : 5e en 2018. - Coupe de France - Meilleure performance : 1/4 de finale en 2018. | - Championnat de Division d'Honneur Bretagne (1) - Champion : 2016 - Coupe de Bretagne - Finaliste en 2015 et 2019rés. - Demi-finaliste en 2022rés. |

### Bilan saison par saison
Le tableau suivant retrace le parcours du club depuis sa création en 2012.
| Saison    | Championnat | Championnat                              | Championnat         | Championnat | Championnat | Championnat | Championnat | Championnat | Championnat | Championnat | Championnat | Coupe de France     |
| Saison    | Niv.        | Div.                                     | Pos.                | Pts         | M           | V           | N           | D           | BP          | BC          | +/-         | Coupe de France     |
| --------- | ----------- | ---------------------------------------- | ------------------- | ----------- | ----------- | ----------- | ----------- | ----------- | ----------- | ----------- | ----------- | ------------------- |
| 2012-2013 | 5           | District Finistère - 1er phase           | 1er/9               | 32          | 8           | 8           | 0           | 0           | 61          | 7           | +54         | 3e tour régional    |
| 2012-2013 | 5           | District Finistère - 2e phase - Groupe A | 1er/4               | 24          | 6           | 6           | 0           | 0           | 65          | 1           | +64         | 3e tour régional    |
| 2013-2014 | 4           | Promotion Honneur - Groupe A             | 1er/8               | 51          | 14          | 12          | 1           | 1           | 85          | 12          | +73         | 1er tour fédéral    |
| 2014-2015 | 3           | Division Honneur                         | 7e/10               | 35          | 18          | 5           | 2           | 11          | 45          | 53          | -8          | 1er tour fédéral    |
| 2015-2016 | 3           | Division Honneur                         | 1re/10              | 64          | 18          | 15          | 1           | 2           | 72          | 9           | +63         | 1er tour fédéral    |
| 2016-2017 | 2           | Division 2 - Groupe A                    | 7e/12               | 30          | 22          | 8           | 6           | 8           | 21          | 28          | -7          | 16e de finale       |
| 2017-2018 | 2           | Division 2 - Groupe A                    | 5e/12               | 35          | 22          | 10          | 5           | 7           | 36          | 26          | +10         | Quart de finale     |
| 2018-2019 | 2           | Division 2 - Groupe A                    | 7e/12               | 33          | 22          | 10          | 3           | 9           | 31          | 36          | -5          | 16e de finale       |
| 2019-2020 | 2           | Division 2 - Groupe A                    | 7e/12               | 25          | 16          | 7           | 4           | 5           | 25          | 23          | +2          | 16e de finale       |
| 2020-2021 | 2           | Division 2 - Groupe A                    | Compétition arrêtée | -           | -           | -           | -           | -           | -           | -           | -           | Compétition arrêtée |
| 2021-2022 | 2           | Division 2 - Groupe A                    | 10e/12              | 22          | 22          | 6           | 4           | 12          | 25          | 45          | -20         | 16e de finale       |
| 2022-2023 | 2           | Division 2 - Groupe A                    | 9e/12               | 24          | 22          | 6           | 6           | 10          | 21          | 27          | -6          | 1er tour fédéral    |
| 2023-2024 | 3           | Division 3 - Groupe A                    | 2e/12               | 43          | 22          | 13          | 4           | 5           | 52          | 28          | +24         | 8e de finale        |
| 2024-2025 | 3           | Division 3 - Groupe A                    | 11e/12              | 19          | 22          | 6           | 2           | 14          | 24          | 50          | -26         | 3e tour régional    |

## Effectif actuel
* Les sélections indiquées en petits caractères représentent des sélections nationales jeunes dont les joueuses ont fait partie dans le passé.